# بچه‌های آب
بچه‌های آب (به انگلیسی: Water Babies) یک کارتون از مجموعه سمفونی احمقانه است که در ۱۱ مه ۱۹۳۵ توسط یونایتد آرتیستس منتشر شد.  این کارتون توسط ویلفرد جکسون کارگردانی شده است. تعدادی نوزاد برهنه در حال بازی کردن در داخل و خارج از آب هستند. نوزادان همه به غیر از رنگ موهایشان از نظر ظاهر کاملاً یکسان هستند. در نسخه ویرایش شده این کارتون برخی از پلان‌هایی که قسمت‌های پایین تنه برهنه کودکان نمایان است را پوشانده است.